# Исламов, Динис
Динис Исламов (наст. имя — Денис Фатхеевич Исламов; баш. Динис Исламов, Денис Фәтхи улы Исламов; 1921—1973) — башкирский советский писатель, поэт и журналист. Член Союза писателей Башкирской АССР (1965).

## Биография
Исламов Денис Фатхеевич родился 15 декабря 1921 года в деревне Новомусино Уфимского уезда Уфимской губернии.
В 1939 году окончил годичные учительские курсы. В 1940 году работал учителем в Таймасовской средней школе Кумертауского района Башкирской АССР.
Участвовал в Великой Отечественной войне. Был награждён орденами Красного Знамени, Отечественной войны 1-й и 2-й степеней, Красной Звезды.
С 1947 года работал в газете «Кызыл тан», а с 1950 года в должности ответственного секретаря — в газете «Красное знамя». В 1952 г. во второй раз был призван в армию.
В 1951—1955 гг. с перерывом работал специальным корреспондентом газеты «Совет Башкортостаны».

## Творческая деятельность
Первые стихи писателя (“Бригадир”, “На Агидели тронулся лед”) были опубликованы в 1947 году. С 1950 года он перешёл в жанр прозы.
В 1953 году был издан первый сборник рассказов «Беренсе көн» («Первый день»).
В память о Великой Отечественной войне были посвящены книги повестей и рассказов «Годы и дороги» («Йылдар hәм юлдар», 1960), «Три встречи» («Өс осрашыу», 1964), «Зееловские высоты» («Зеелов тауҙары», 1970), роман «Мәскәү юлы» (1968; в русском переводе — «Дорога Москвы», 1974). Кроме них, к тематике войны относится роман «Южное солнце» («Көньяҡ ҡояшы»), часть которого был опубликован в журнале «Ағиҙель» (1974). Продолжение романа “Южное солнце” осталось незавершенным автором.
Динис Исламов является автором сборников рассказов и повестей «Ҡыҙҙар» (1955; в русском переводе — «Девушки», 1957), «Өс осрашыу» (1964; в русском переводе — «Три встречи», 1969) и других.
По роману Исламова — «Йомарт ер» (1959; в русском переводе — «Щедрая земля», 1982) был поставлен спектакль «Ҡуштирәк, йәки Йомарт ер» («Куштиряк, или Щедрая земля») в Башкирском академическом театре драмы. Произведения писателя переведены на молдавский язык.

## Книги
- Ғүмер юлдары: повестар һәм хикәйәләр. Өфө, 1960.
- Аға һыуҙар. Повесть, хикәйәләр. Өфө, 1971.
- Әҫәрҙәр 2 томда. 1 том. Повесть, хикәйәләр. Өфө, 1986; 2 том. Романдар. 1986.

## Память
- В деревне Новомусино его именем названа улица.
- В Уфе на доме, где жил писатель, в честь него была установлена мемориальная доска.